# Puente de Navaluenga
El denominado el Puente Viejo o Puente Románico cruza el río Alberche a su paso por el municipio español de Navaluenga, en la provincia de Ávila. Presenta cuatro ojos con unas bóvedas que van desde arcos segmentales muy rebajados en los arranques hasta la bóveda del vano principal. 
Existen registros manuscritos de Navaluenga desde el 1 de julio de 1275, cuando el rey Alfonso X “El Sabio” crea un concejo junto a otros ocho pueblos colindantes.
El puente románico de Navaluenga fue edificado en el siglo XVI con sillares de granito unidos mediante argamasa. Las pilas se ven reforzadas con dos tajamares de planta triangular por el lado del sentido que baja el agua del Alberche, llegando hasta el mismo parapeto del puente y componen ensanches locales que facilitarían el cruce de personas o animales cargados. 